# باربرا ماريا ستافورد
باربرا ماريا ستافورد (بالإنجليزية: Barbara Maria Stafford)‏ هي مؤرخة الفن أمريكية، ولدت في 1941 في فيينا في النمسا.